# Petrikeresztúr, Zala
Petrikeresztúr  este un sat în districtul Zalaegerszeg, județul Zala, Ungaria, având o populație de 350 de locuitori (2011). 

## Demografie
Componența etnică a satului Petrikeresztúr
     Maghiari (99,09%)
     Români (0,91%)
Componența confesională a satului Petrikeresztúr
     Romano-catolici (73,71%)
     Fără religie (6%)
     Reformați (2,29%)
     Necunoscută (17,14%)
     Luterani (0,86%)
     Alte religii (1,43%)
Conform recensământului din 2011, satul Petrikeresztúr avea 350 de locuitori. Din punct de vedere etnic, majoritatea locuitorilor (99,09%) erau maghiari.  Din punct de vedere confesional, majoritatea locuitorilor (73,71%) erau romano-catolici, existând și minorități de persoane fără religie (6,0%) și reformați (2,29%). Pentru 17,14% din locuitori nu este cunoscută apartenența confesională.